# Star Wars: Battlefront (gra komputerowa 2015)
Star Wars: Battlefront – komputerowa gra akcji osadzona w uniwersum Gwiezdnych wojen. Za produkcję gry odpowiada EA DICE, a jej premiera odbyła się 17 listopada 2015 w Ameryce Północnej, 19 listopada 2015 w Australii i 20 listopada 2015 w Europie na platformy Microsoft Windows, PlayStation 4 i Xbox One.
29 marca 2017 Electronic Arts oficjalnie potwierdziło, że powstanie Star Wars: Battlefront II. Premiera gry odbyła się 17 listopada 2017.

## Rozgrywka
Star Wars: Battlefront to nastawiona na rozgrywki wieloosobowe gra akcji osadzona w uniwersum Gwiezdnych wojen, w której gracz może obserwować świat z perspektywy pierwszej lub trzeciej osoby. Gracz wciela się w żołnierza Rebelii lub szturmowca Imperium. W niektórych trybach istnieje też możliwość sterowania głównymi bohaterami z pierwszej filmowej trylogii m.in. Lukiem Skywalkerem, Darthem Vaderem, Hanem Solo czy Boba Fettem. W trakcie rozgrywek wieloosobowych gracze mogą sterować pojazdami i statkami kosmicznymi. W grze wieloosobowej, zależnie od trybu rozgrywki, może uczestniczyć co najwyżej 40 graczy. Bitwy rozgrywają się na planetach Hoth, Tatooine czy Sullust i księżycu Endor. W podstawowej wersji gry zawarto 12 map, a kolejne będą dodawane w DLC.

## Produkcja
Gra wykorzystuje silnik Frostbite 3, a w trakcie jej tworzenia stosowano fotogrametrię. Na konsolach PlayStation 4 i Xbox One działa ona w 60 klatkach na sekundę. W październiku 2015 roku odbyły się otwarte beta testy gry, w których udział wzięło ponad 9 milionów osób.

## Dodatki
- Bitwa o Jakku (8 grudnia 2015) – dodatek udostępniono tydzień wcześniej dla graczy, którzy zamówili grę Star Wars: Battlefront w wersji PC przed premierą[13] – Windows, Xbox One, PlayStation 4
- Zewnętrzne Rubieże (5 kwietnia 2016) – Windows, Xbox One, PlayStation 4[14]
- Bespin (21 czerwca 2016) – Windows, Xbox One, PlayStation 4[14]
- Gwiazda Śmierci (4 października 2016) – Windows, Xbox One, PlayStation 4[14]
- Łotr 1: Scarif (6 grudnia 2016) – Windows, Xbox One, PlayStation 4[14]
- Łotr 1: Misja VR X-wing (6 grudnia 2016) – PlayStation 4[15]